# Canton de Saint-Mars-la-Jaille
Pour les articles homonymes, voir Saint-Mars.
Le canton de Saint-Mars-la-Jaille était une circonscription électorale française, située dans le département de la Loire-Atlantique (région Pays de la Loire). Il disparait à la suite du redécoupage cantonal de 2014, intégré dans le canton d'Ancenis.

## Histoire
De 1833 à 1848, les cantons de Saint-Mars-la-Jaille et de Varades avaient le même conseiller général. Le nombre de conseillers généraux était limité à 30 par département.

## Administration

### Conseillers généraux de 1833 à 2015
| Période | Période      | Identité                                                     | Étiquette         | Qualité |
| ------- | ------------ | ------------------------------------------------------------ | ----------------- | --- |
| 1833    | 1842         | Jacques Letort (1779-1847)                                   |                   | Juge de paix à Saint-Mars-la-Jaille |
| 1842    | 1848         | Baron Jules Armand Arnous-Rivière (1803-1882)                |                   | Conseiller d'arrondissement à Ancenis, propriétaire à Varades et à Nantes |
| 1848    | 1852         | Auguste Pierre François Le Goüais                            |                   | Docteur-médecin à Nantes |
| 1852    | 1861         | Charles Victor Bory                                          |                   | Propriétaire, maire de Maumusson |
| 1861    | 1874         | Jean Alexandre Letort (fils de Jacques Letort)               |                   | Propriétaire, notaire, maire de Saint-Mars-la-Jaille |
| 1874    | 1876 (décès) | Adolphe Constant Soulard                                     |                   | Maire de Saint-Mars-la-Jaille |
| 1876    | 1907 (décès) | Comte puis Marquis Henri de Ferron de La Ferronnays          | Conservateur      | Propriétaire du château et Maire de Saint-Mars-la-Jaille Député (1885-1907) |
| 1907    | 1940         | Marquis Henri de Ferron de La Ferronnays (fils du précédent) | Conservateur      | Député (1907-1942) Maire de Saint-Mars-la-Jaille Président du Conseil Général (1931-1940) Propriétaire à Paris et à Nantes Membre de la Commission administrative de Loire-Inférieure (1941-1943) Nommé conseiller départemental en 1943 |
|         |              |                                                              |                   | |
| 1945    | 1964         | Alexandre Braud (1900-1999)                                  | Rad. puis CR      | Chef d'entreprise de machines agricoles Maire de Saint-Mars-la-Jaille (?-1965) |
| 1964    | 1994         | Charles-Henri de Cossé-Brissac                               | DVD puis UDF-Rad. | Exploitant agricole Maire de Saint-Mars-la-Jaille (1965-2001) Sénateur (1983-2001) Président du Conseil Général (1976-1994) |
| 1994    | 2008         | Yvette Coquereau                                             | DVD               | Maire de Vritz (1983-2001) |
| 2008    | 2015         | Jean-Yves Ploteau                                            | PS                | Agriculteur propriétaire-exploitant Maire de Bonnœuvre depuis 2001 |

### Conseillers d'arrondissement (de 1833 à 1940)
Le canton de Saint-Mars appartenait à l'arrondissement d'Ancenis jusqu'à sa disparition en 1926, puis à l'arrondissement de Nantes.
| Période                                  | Période      | Identité                             | Étiquette       | Qualité |
| ---------------------------------------- | ------------ | ------------------------------------ | --------------- | --- |
| 1833                                     | 1839         | Pierre Jean Marie Juston (1800-1850) |                 | Propriétaire, maire de Bonnœuvre                                                                            |
| 1839                                     | 1847 (décès) | M. Letort                            |                 | Notaire à Saint-Mars-la-Jaille                                                                              |
|                                          |              |                                      |                 | |
| 1910                                     | 1934         | Prosper Beaudouin                    | Conservateur    | Négociant à Saint-Mars-la-Jaille                                                                            |
| 1934                                     | 1940         | Mathurin Marin                       | Union nationale | Propriétaire au Pin                                                                                         |
| 1940                                     |              |                                      |                 | Les conseils d'arrondissement ont été suspendus par la loi du 12 octobre 1940 et n'ont jamais été réactivés |
| Les données manquantes sont à compléter. |              |                                      |                 | |

## Composition
Le canton de Saint-Mars-la-Jaille, d'une superficie de 148,9 km2, est composé de six communes
.
| Nom                      | Code Insee | Intercommunalité     | Superficie (km2) | Population (dernière pop. légale) | Densité (hab./km2) |
| ------------------------ | ---------- | -------------------- | ---------------- | --------------------------------- | ------------------ |
| Bonnœuvre                | 44017      | CC du Pays d'Ancenis | 15,66            | 562 (2014)                        | 36                 |
| Maumusson                | 44093      | CC du Pays d'Ancenis | 24,56            | 1 038 (2014)                      | 42                 |
| Le Pin                   | 44124      | CC du Pays d'Ancenis | 24,95            | 802 (2014)                        | 32                 |
| Saint-Mars-la-Jaille     | 44180      | CC du Pays d'Ancenis | 20,06            | 2 414 (2014)                      | 120                |
| Saint-Sulpice-des-Landes | 44191      | CC du Pays d'Ancenis | 30,78            | 694 (2014)                        | 23                 |
| Vritz                    | 44219      | CC du Pays d'Ancenis | 32,89            | 790 (2014)                        | 24                 |

## Démographie

### Évolution démographique
| 1962  | 1968  | 1975  | 1982  | 1990  | 1999  | 2006  | 2011  | 2012  |
| ----- | ----- | ----- | ----- | ----- | ----- | ----- | ----- | ----- |
| 6 114 | 5 781 | 5 640 | 5 662 | 5 490 | 5 517 | 5 935 | 6 189 | 6 244 |

### Âge de la population
La pyramide des âges, à savoir la répartition par sexe et âge de la population, du canton de Saint-Mars-la-Jaille en 2009 ainsi que, comparativement, celle du département de la Loire-Atlantique la même année sont représentées avec les graphiques ci-dessous.
La population du canton comporte 50,5 % d'hommes et 49,5 % de femmes. Elle présente en 2009 une structure par grands groupes d'âge similaire à celle de la France métropolitaine. 
Il existe en effet 115 jeunes de moins de 20 ans pour cent personnes de plus de 60 ans, soit un indice de jeunesse de 1,15, alors que pour la France cet indice est de 1,06. L'indice de jeunesse du canton est par contre inférieur à celui  du département (1,21) et supérieur à celui de la région (1,1).
| Hommes | Classe d’âge | Femmes |
| ------ | ------------ | ------ |
| 0,2    | 90 ans ou +  | 1,1    |
| 7,1    | 75 à 89 ans  | 10,4   |
| 12,7   | 60 à 74 ans  | 13,8   |
| 21,1   | 45 à 59 ans  | 19,1   |
| 20,1   | 30 à 44 ans  | 20,1   |
| 17,7   | 15 à 29 ans  | 15,8   |
| 21,1   | 0 à 14 ans   | 19,8   |

| Hommes | Classe d’âge | Femmes |
| ------ | ------------ | ------ |
| 0,3    | 90 ans ou +  | 1,0    |
| 5,6    | 75 à 89 ans  | 9,1    |
| 12,1   | 60 à 74 ans  | 13,4   |
| 20,1   | 45 à 59 ans  | 19,7   |
| 21,3   | 30 à 44 ans  | 20,1   |
| 20,1   | 15 à 29 ans  | 18,5   |
| 20,5   | 0 à 14 ans   | 18,3   |